# Svanninge
Svanninge is een plaats in de Deense regio Zuid-Denemarken, gemeente Faaborg-Midtfyn. De plaats telt 218 inwoners (2020).
- Library of Congress Control Number: n83220278
- Nationale Bibliotheek van Israël: 987007564674405171
- Virtual International Authority File: 126711853